# 德米特里·維塔利耶維奇·布爾加科夫
德米特里·维塔利耶维奇·布尔加科夫（俄語：Дмитрий Витальевич Булгаков，羅馬化：Dmitriy Vital'yevich Bulgakov，1954年10月20日—），男，库尔斯克州人，俄罗斯陆军大将。2008年至2022年曾任俄罗斯联邦国防部主管后勤工作的副部长。2016年获得俄罗斯联邦英雄荣誉称号。2024年7月因涉嫌腐败被逮捕。

## 生平[1][2]
1954年生于库尔斯克州苏维埃茨基区上古罗沃村。
1976年毕业于沃尔斯基高等军事后勤学校，进入苏联武装力量后勤系统服役。
1984年毕业于圣彼得堡后勤与运输军事学院。
1976年至1996年间，布尔加科夫在俄罗斯武装部队中担任过多个职务：担任一级食品仓库负责人，担任独立通讯团、旅、摩托化步兵师后勤副司令，并担任副司令员。外贝加尔军区后勤部长。
1996年毕业于俄罗斯总参谋部军事学院，任莫斯科军区后勤参谋长。
1997年升为俄罗斯联邦武装力量后勤参谋长。
2008年晋升上将。2008年12月至2010年7月，任俄罗斯联邦国防部副部长、俄罗斯联邦武装力量后勤部部长。
2010年7月，任主管物资技术保障的国防部副部长。布尔加科夫负责监督部队武器和军事装备的供应。还负责军事运输、国防部使用的公路和铁路的状况和重建、军事单位和军队组织建筑物的运营、兽医和植物检疫监督、消防和环境安全措施。
2011年2月，被授予陆军大将军衔。
2014年，克里米亚并入俄罗斯后，这位副部长作为国防部代表团的一员前往该半岛，解决将其军事设施移交给俄罗斯武装部队的问题。之后受到乌克兰制裁。
2015年9月，俄罗斯在叙利亚开展军事行动以来，他一直负责为叙利亚的俄罗斯驻军提供后勤保障工作。同年被列入乌克兰制裁名单。2016年5月，他被授予俄罗斯联邦英雄荣誉称号。
2019年，他指挥国防部特遣部队扑灭克拉斯诺亚尔斯克、伊尔库茨克、布里亞特、外贝加尔、雅库特地区的森林大火。
2022年9月，他的副部长职务被米哈伊尔·米津采夫接替。当年10月，他被任命为国防部监察长办公室监察长。

### 涉嫌军队供应腐败案
2024年7月26日，俄罗斯调查委员会官方代表斯韦特兰娜·佩特连科告诉俄新社，前国防部副部长、陆军上将德米特里·布尔加科夫因腐败案被捕。据俄新社执法机构消息人士透露，布尔加科夫长期利用职务之便，为利佩茨克地区格里亚津斯基食品厂股份公司的利益进行游说，并因此收受回扣。检查机关以涉嫌特别巨额贪污罪（《俄罗斯刑法》第160条第4款）起诉他，将面临最高10年的监禁。
2024年4月，莫斯科巴斯曼法院逮捕了格里亚津斯基食品厂的三名董事会成员亚历山大·米哈连科、瓦列里·科瓦列维奇和埃尔薇拉·斯米尔诺娃，罪名是向军队供应劣质干粮。

## 个人生活和资产[2]
布尔加科夫已婚，但公开资料中没有关于他妻子和孩子的信息。
根据2018年披露他的个人收入达到了1520万卢布。
布尔加科夫在文件中表示，他与妻子一起拥有一套面积为109平方米的公寓。
他的妻子拥有三块土地、一栋面积超过620平方米的住宅和一辆Lexus RX350跨界车。2018年，他妻子的披露收入为22.6万卢布。

## 荣誉
他还是一位荣誉军事专家、经济学博士、教授，发表了 70 多篇科学论文和出版物。军事科学院院士、人文科学院通讯院士。
- 俄罗斯联邦英雄（2016年）
- 二级祖国功勋勋章
- 三级祖国功勋勋章
- 四级祖国功勋勋章
- 亚历山大·涅夫斯基勋章（2014年）